# Warriors of the World
Warriors of the World je deváté studiové album kapely Manowar vydané roku 2002. Je to první rock/metalové album, na kterém je uplatněna technologie 5.1 audio.

## Seznam skladeb
| Warriors of the World | Warriors of the World        | Warriors of the World |
| Pořadí                | Název                        | Délka                 |
| --------------------- | ---------------------------- | --------------------- |
| 1.                    | Call to Arms                 | 5:32                  |
| 2.                    | The Fight for Freedom        | 4:31                  |
| 3.                    | Nessun Dorma                 | 3:29                  |
| 4.                    | Valhalla                     | 0:35                  |
| 5.                    | Swords in the Wind           | 5:20                  |
| 6.                    | An American Trilogy          | 4:21                  |
| 7.                    | The March                    | 4:02                  |
| 8.                    | Warriors of the World United | 5:51                  |
| 9.                    | Hand of Doom                 | 6:23                  |
| 10.                   | House of Death               | 4:25                  |
| 11.                   | Fight Until We Die           | 4:08                  |
| Celková délka:        | Celková délka:               | 55:31                 |

## Sestava
- Eric Adams – zpěv
- Karl Logan – kytara
- Joey DeMaio – baskytara
- Scott Columbus – bicí

### Hosté
- Joe Rozler – klávesy